# Rotha
Rotha – dzielnica miasta Sangerhausen w Niemczech, w kraju związkowym Saksonia-Anhalt, w powiecie powiat Mansfeld-Südharz.

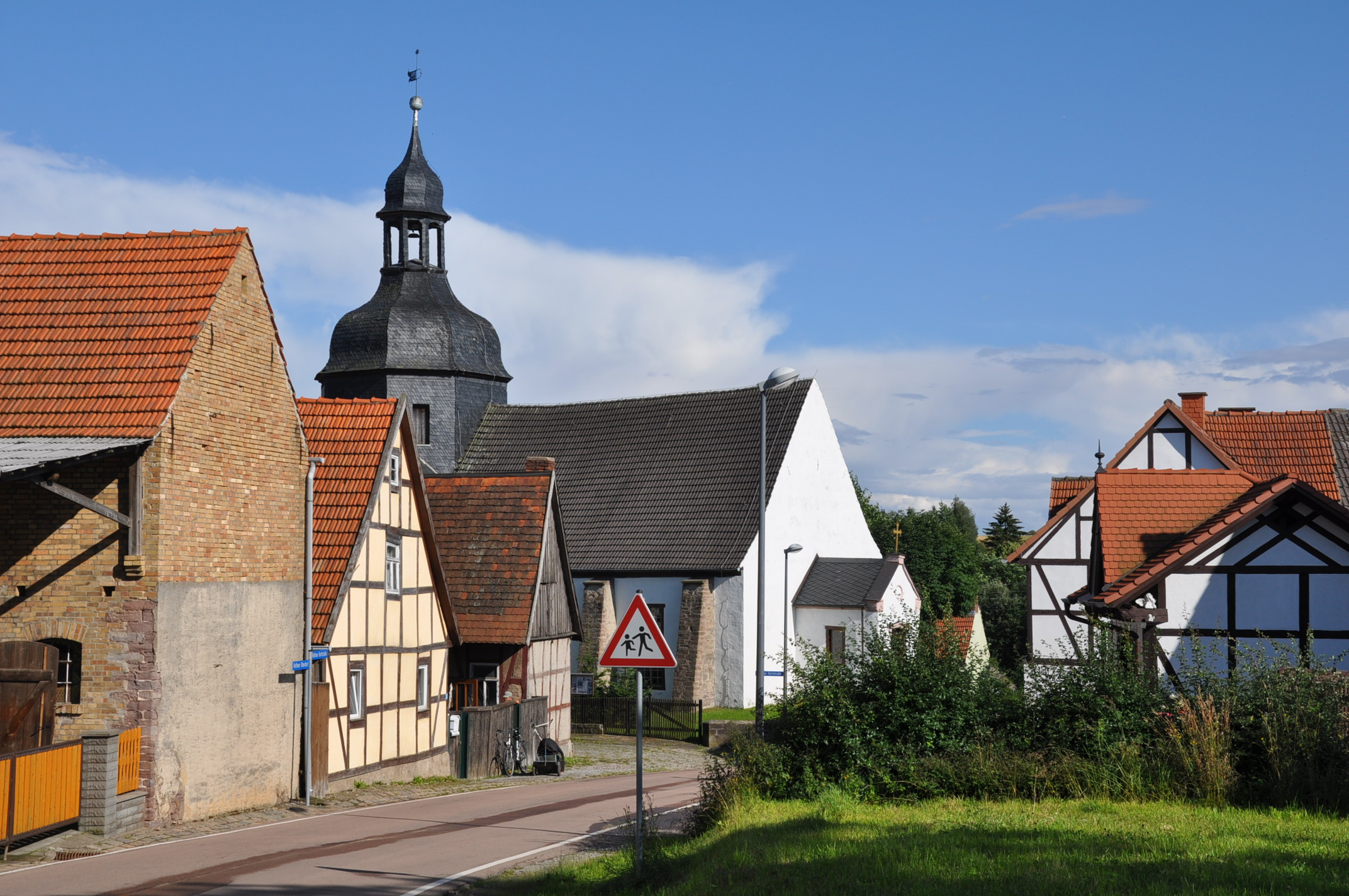
Rothaer Dorfstraße
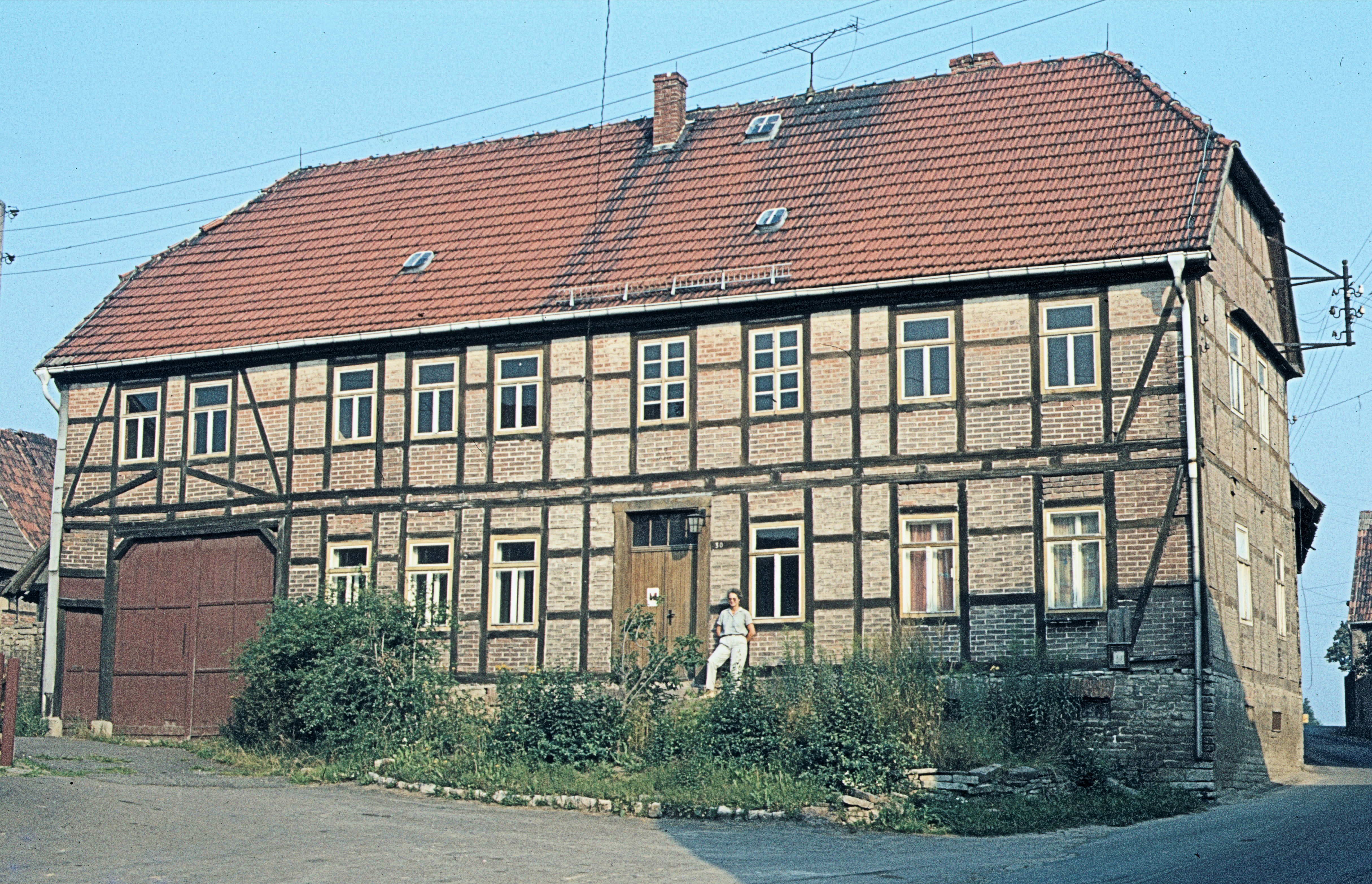
Probostwo (1984)
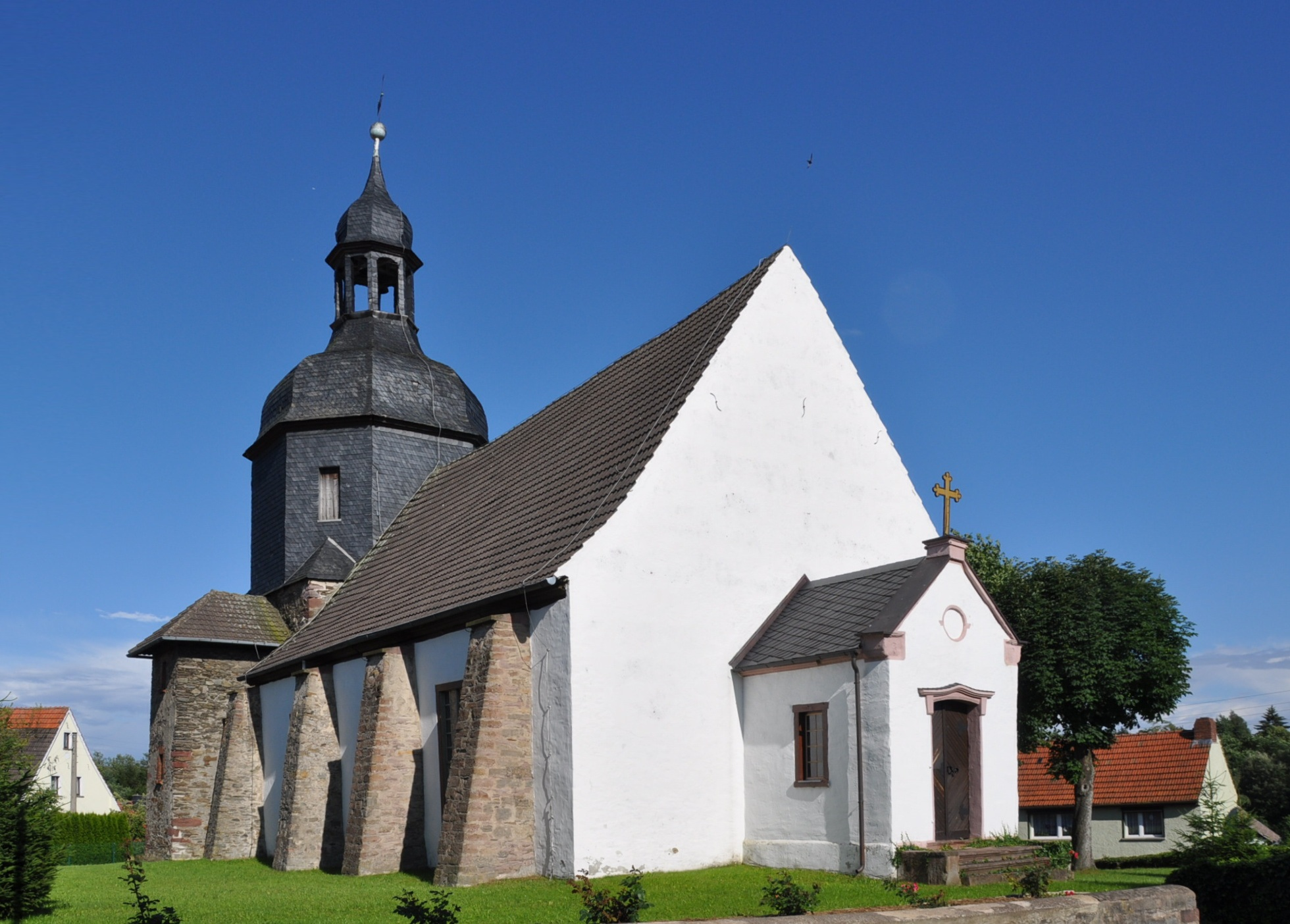
Kościół St. Nicolai (2012)
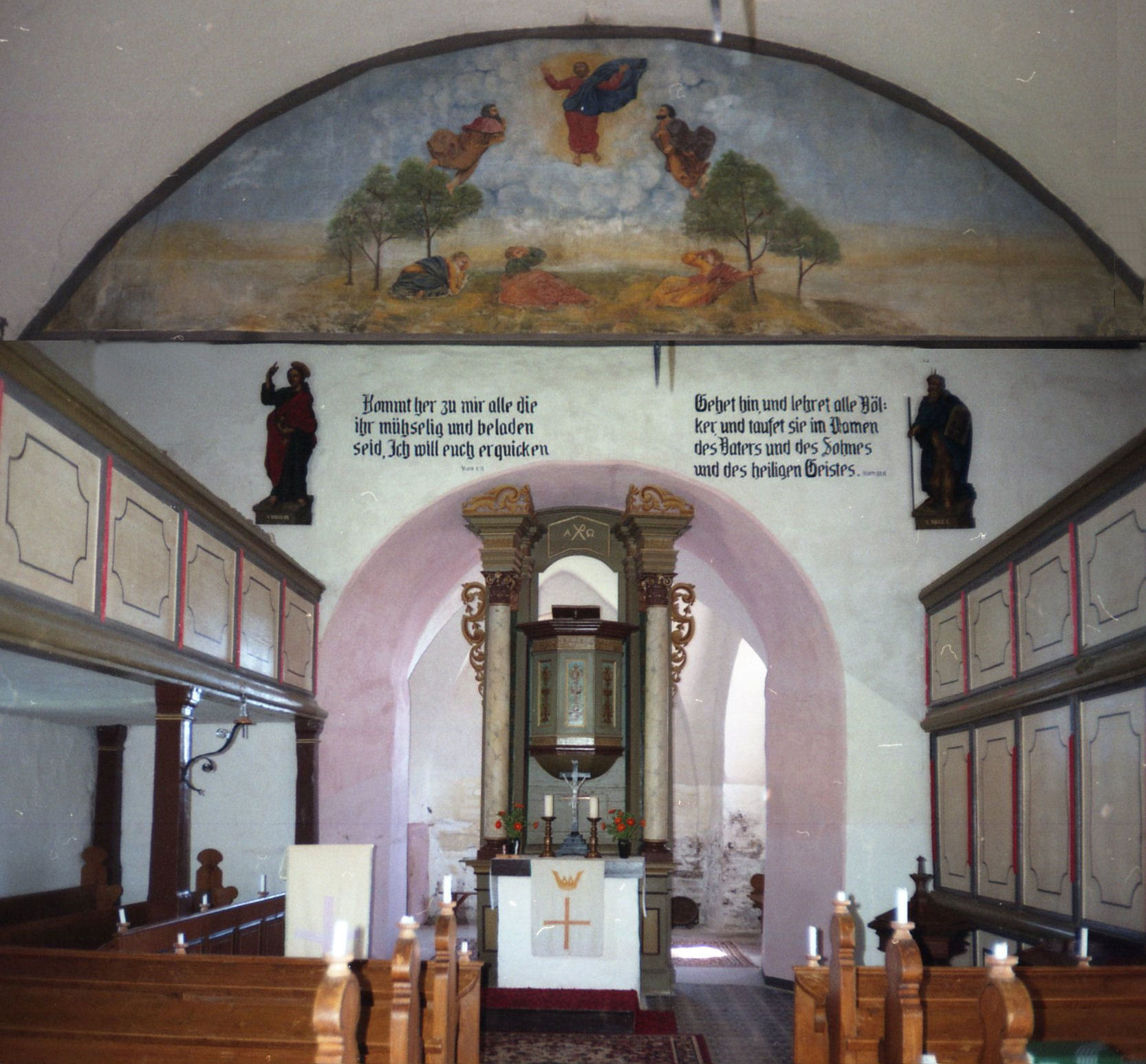
St. Nicolai